# کله‌خراب
کله‌خراب یا کله‌خر (به انگلیسی: Bad Ass) یک فیلم اکشن، کمدی، جنایی و دلهره‌آور آمریکایی محصول سال ۲۰۱۲ با بازی دنی ترخو است. این فیلم برای اولین‌بار در جشنواره فیلم کن به اکران عمومی رسید و بعد از آن در کشورهای آلمان و استرالیا به نمایش درآمد.

## خلاصه داستان
یک کهنه سرباز آمریکایی بعد از نجات دادن یک مرد از مهاجمان در یک حادثه اتوبوس شهری تبدیل به یک قهرمان محلی شده است، تصمصم می‌گیرد بعد از اینکه یکی از بهترین دوستانش به قتل رسیده و پلیس کمترین توجهی برای حل این جنایت نشان نداد دست به کاری بزند…

## دنباله‌ها
- کله‌خراب ۲ (۲۰۱۴)
- کله‌خراب ۳ (۲۰۱۵)